# Eukaristisk välsignelse

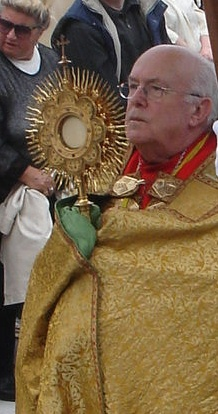
Monstrans buren av kardinal Godfried Danneels, iförd humeralvelum.

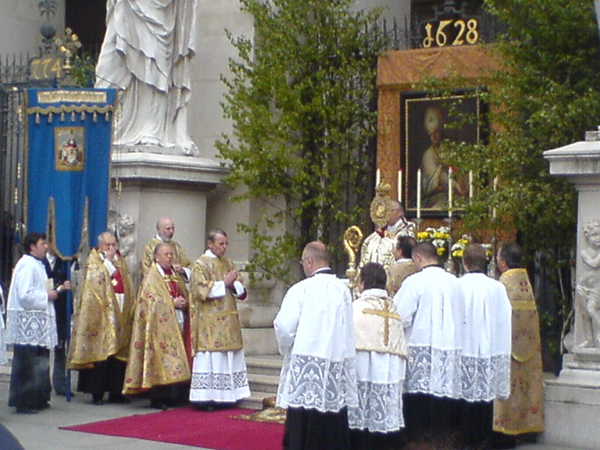
Eukaristisk välsignelse i Salzburg under 2008 års Corpus Christi-firande.

Eukaristisk tillbedjan och välsignelse, ibland benämnd Sakramental tillbedjan och välsignelse (latin Adoratio Eucharistica, engelska Benediction of the Blessed Sacrament), avser en sakramentsandakt inom Romersk-katolska kyrkan, Gammalkatolska kyrkor, unierade östkyrkor, i vissa anglikanska och lutherska kyrkor samt Öst-ortodoxa kyrkor med västlig rit. 
Eukaristisk tillbedjan och välsignelse, efter engelskt mönster även kortfattat kallad benediktion, innebär traditionellt att sakramentet (den konsekrerade oblaten/hostian) framställs i en monstrans på altaret. Ett viktigt moment i andakten består av sång; särskilt kan nämnas de latinska hymnerna av Thomas av Aquino: O Salutaris Hostia och Tantum Ergo Sacramentum, tyst tillbedjan av sakramentet (vilket Kyrkan tror och lär är Kristi sanna kropp) och reciterandet av lovprisningarna.
Vid andaktens slut sker den eukaristiska välsignelsen. Celebranten (prästen) håller monstransen iklädd humeralvelum och välsignar församlingen med sakramentet genom att göra korstecknet över församlingen med monstransen, som han stadigt håller framför sig.

## Ritual för eukaristisk välsignelse
Eukaristisk välsignelse är en högtidlig gudstjänstform i vilken prästen är klädd i alba, stola och korkåpa. Ministranterna är klädda i kassock/talár och röcklin.

### Utställandet av sakramentet
Prästen eller diakonen tar den konsekrerade oblaten ur tabernaklet och placerar den i monstransen (som redan är framställd på altaret) medan församlingen exempelvis sjunger O Salutaris Hostia. Församlingen knäfaller under momentet.

### Inledande bön
Vid förlängd tillbedjan, en dag eller längre, kan en passande bön bedjas av prästen eller diakonen som inledning till folkets böner och lovprisningar.

### Tillbedjan
Tillbedjan/adorationen av sakramentet sker nästan alltid i tystnad. Även när Bibelläsningar, sång, psalm-reciterande, litanior och predikningar förekommer, finns det alltid längre perioder av tystnad, där församlingen kan vara närvarande inför sakramentet utan distraktion. Vesper och annan aftonbön förekommer ofta som en del i eukaristisk tillbedjan, i anglikanska kyrkor ofta evensong.

### Incensering
Mot slutet av tillbedjan under församlingens knäfallande, vid förberedandet inför välsignelsen, incenserar (beröker) prästen, själv knäfallande, den framställda konsekrerade oblaten med rökelse. Under tiden sjunger församlingen hymnen Tantum Ergo Sacramentum.  

### Välsignelse
Efter incenseringen ställer sig prästen upp, ikläder sig humeralvelumet, går fram till altaret och lyfter monstransen ovanför sitt huvud och tecknar ett stort kors över församlingen.

### Lovprisningarna
Efter välsignelsen tar prästen av sig humeralvelumet och leder knäfallande församlingen i reciterandet eller sjungandet av lovprisningarna.

### Psalm
Medan prästen lämnar tillbaka den konsekrerade oblaten till tabernaklet, sjunger eller läser församlingen psalm 117 med antifonen "Låt oss för alltid tillbe det heliga sakramentet".